# Campoplex erythrogaster
Campoplex erythrogaster är en stekelart som först beskrevs av Hellen 1949.  Campoplex erythrogaster ingår i släktet Campoplex och familjen brokparasitsteklar. Inga underarter finns listade.